# Antifaschistische Nachrichten
Antifaschistische Nachrichten (AN) (Eigenschreibweise: antifaschistische nachrichten) war eine in den Jahren 1985 bis 2016 vierzehntäglich in den GNN-Verlagen in Köln erscheinende antifaschistische Zeitschrift.

## Geschichte
Bis Februar 1993 war sie das Hausblatt der kommunistischen Volksfront gegen Reaktion, Faschismus und Krieg. Seit diesem Zeitpunkt haben die AN einen eigenen Herausgeberkreis, der aus Einzelpersonen und verschiedenen antifaschistischen Organisationen besteht.
In der seit 1985 erscheinenden Zeitschrift wurden ausführliche Berichte und Dokumente über antifaschistische Aktionen sowie Kurzmeldungen und Hintergrundinformationen über der eigenen Einschätzung nach rechtsextreme Organisationen und ihre Publikationen in der Bundesrepublik Deutschland und in Europa veröffentlicht.
Mit der Ausgabe 20 vom 13. Oktober 2016 wurde das Erscheinen der Zeitschrift eingestellt.

## Herausgeber
Zum Herausgabekreis der Antifaschistischen Nachrichten gehören:
- Anarchistische Gruppe/Rätekommunisten (AGR)
- Annelie Buntenbach (Bündnis 90/Die Grünen)
- Rolf Burgard (Vereinigung der Verfolgten des Naziregimes – Bund der Antifaschistinnen und Antifaschisten – VVN-BdA)
- Jörg Detjen (ArGe – Konkrete Demokratie-Soziale Befreiung)
- Martin Dietzsch (DISS Duisburg[2]); Regina Girod (VVN-BdA)
- Christel Hartinger (Friedenszentrum e. V., Leipzig; Die Linke Sachsen)
- Hartmut-Meyer-Archiv bei der VVN-BdA NRW
- Ulla Jelpke (MdB Die Linke)
- Jochen Koeniger (Arbeitsgruppe gegen Militarismus und Repression)
- Marion Bentin, Edith Bergmann, Hannes Nuijen (Mitglieder des Vorstandes der Arbeitsgemeinschaft gegen Reaktion, Faschismus und Krieg Förderverein antifaschistische Nachrichten)
- Kreisvereinigung Aachen der VVN-BdA NRW; AG Antifaschismus/Antirassismus in der Linken NRW
- Angelo Lucifero (ehemaliger Landesleiter hbv in ver.di Thüringen)
- Kai Metzner (minuskel screen partner)
- Bernhard Strasdeit (Landessprecher Die Linke Baden-Württemberg; VVN-BdA; ehem. Mitglied der Antirassismuskommission der VSP)
- Volkmar Wölk (VVN-BdA).

## Verfassungsschutzbehörden
Verschiedene Verfassungsschutzbehörden ordneten die antifaschistischen Nachrichten und die GNN-Verlage, in denen die Antifaschistischen Nachrichten erscheinen, im Jahr 2000 dem linksextremistischen Spektrum zu. Das Baden-Württembergische Landesamt für Verfassungsschutz sah die GNN 2009 als ein der Partei „Die Linke“ nahestehenden Verlag an.